# Brachypelma klaasi
Brachypelma klaasi é uma espécie de aranha pertencente à família Theraphosidae.